# 太田部站
太田部站（日语：／ Ōtabe eki */?）是位於長野縣佐久市太田部，東日本旅客鐵道（JR東日本）的小海線車站。

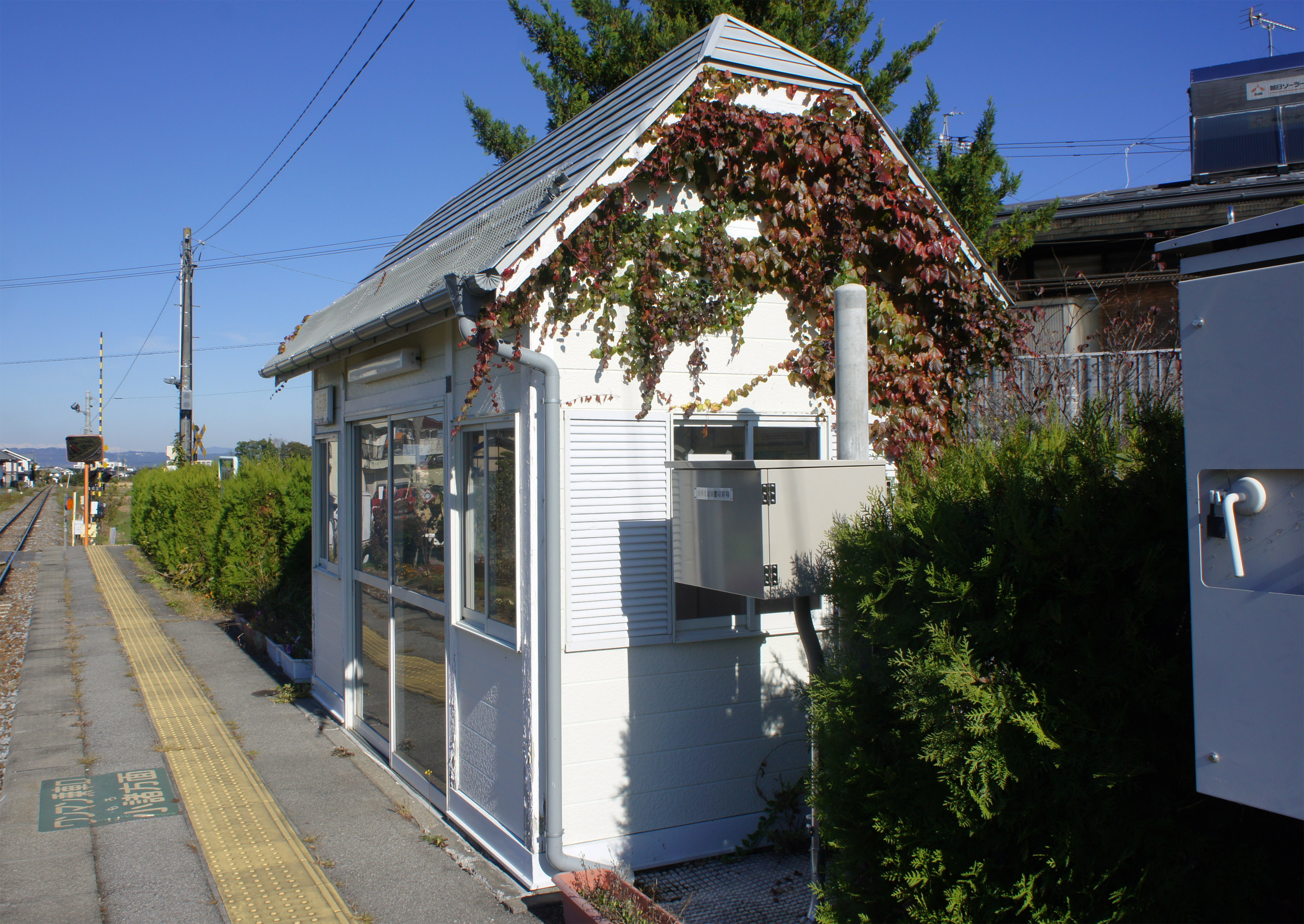
候車室(2021年10月)

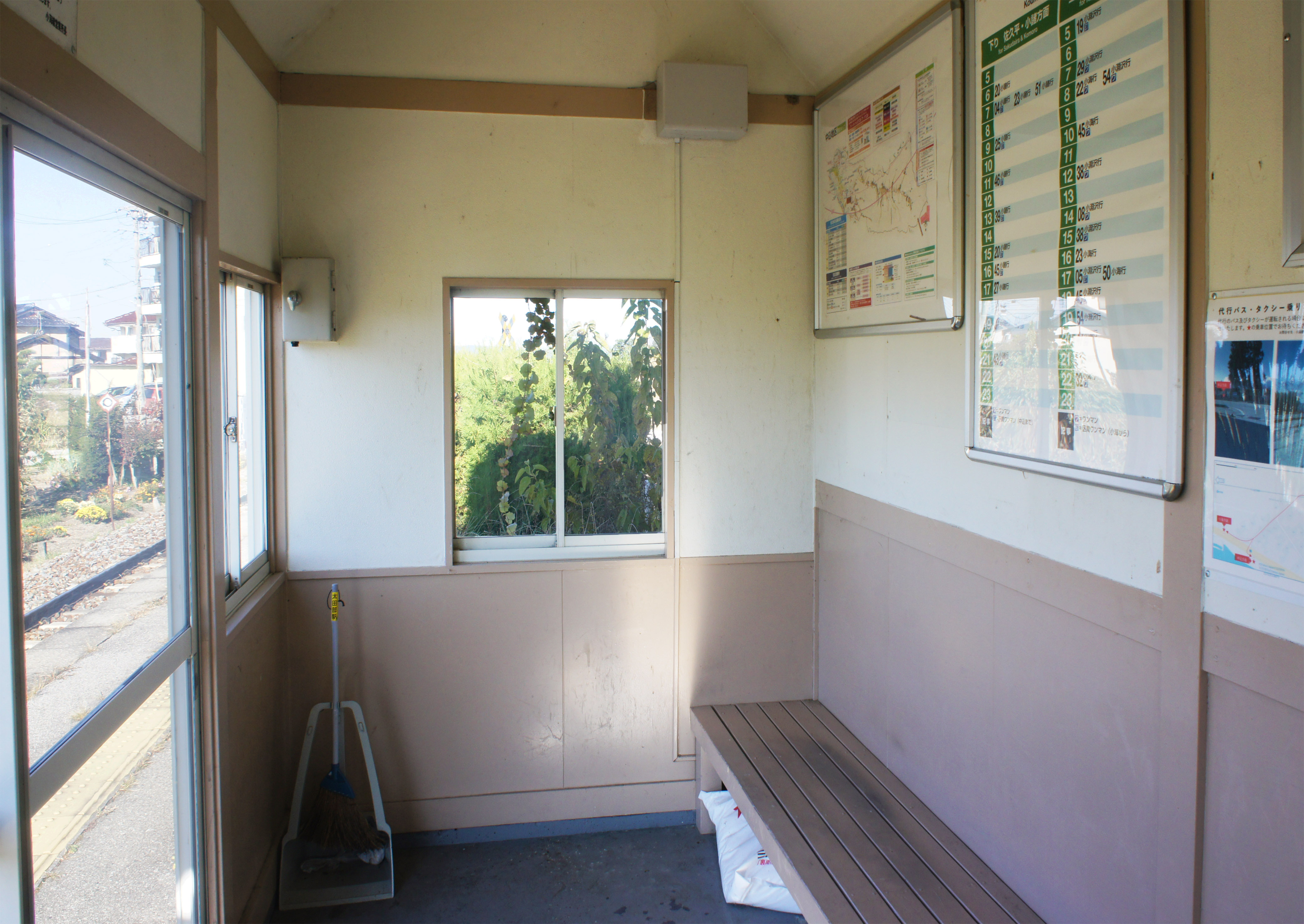
候車室内(2021年10月)

## 歷史
- 1952年（昭和27年）5月1日：國鐵車站啟用[1][2]。為旅客車站[3]。
- 1987年（昭和62年）4月1日：伴隨國鐵分割民營化，車站由東日本旅客鐵道（JR東日本）營運[4][5]

## 車站構造
本站是地面車站，設有1面1線單式月台。月台可容納2卡車廂。此站是無人車站。此站設有候車室。

## 使用狀況
根據「長野縣統計書」，以下為1日平均乘車人次：
- 2007年度 - 18人[1]
- 2009年度 - 23人[1]
- 2010年度 - 22人
- 2011年度 - 22人

## 車站周邊
- 離山工業團地[1]
- 千曲川

## 相鄰車站
東日本旅客鐵道（JR東日本）
■小海線
龍岡城－太田部－中込

## 注腳
1. 1 2 3 4 5 6 7 8 9 10 11 12 13  信濃毎日新聞社出版部. . 信濃毎日新聞社. 2011-07-24: 143. ISBN 9784784071647 （日语）.
2. ↑  『官報』 1952年04月30日（第7592号）590頁
3. 1 2 3  . 週刊朝日百科. 12号 大宮駅・野辺山駅・川原湯温泉駅ほか92駅. 朝日新聞出版. 2012-10-28: 27 （日语）.
4. ↑  曾根悟（日语：曽根悟）（監修）. 朝日新聞出版分冊百科編集部（編集） , 编. . 週刊朝日百科. 3号 飯田線・身延線・小海線. 朝日新聞出版. 2009-07-26: 27 （日语）.
5. ↑  《交通年鑑 昭和63年版》交通協力會，1988年3月。

## 外部連結
- 車站資訊（太田部）：東日本旅客鐵道（日語）